# 남북조절위원회
7·4 남북 공동 성명 및 남북조절위원회구성 및 운영에 관한 합의서에 의해 설치되었다. 

## 배경
박정희 대통령과 김일성 주석이 남북통일에 대하여 기본적인 틀에 대하여 합의하게 되면서, 이후락 중앙정보부장과 김영주 조직지도부장 간 합의한 7.4 남북공동성명을 이행하기 위해서 설치되었다.

## 구성

### 공동
남북 위원회 및 정치, 군사, 외교, 경제, 문화 등 5개 분과위원회를 두며 판문점에 공동사무국을 설치하기로 합의하였다.

### 대한민국
- 공동위원장 : 이후락
- 부위원장 :
- 간사위원 : 정홍진
- 위원(2인) : 최규하, 강인덕

### 조선민주주의인민공화국
- 공동위원장 : 박성철
- 부위원장
- 간사위원 : 김덕현
- 위원(2인) : 이완기, 한웅식

## 역할
남북조절위원회는 자주적 평화통일 실현, 남북 간의 정치적 교류, 경제 · 문화 · 사회교류 및 협력, 긴장완화 · 군사적 충돌방지 및 군사적 대치상태 해소, 대외활동에서의 공동보조 및 민족적 긍지 선양 등 5개 항을 협의, 결정, 실행하는 것을 주요 기능으로 규정했다. 남북조절위원회는 설치 이후 총 3회의 본 회의를 가졌으며, 서울과 평양을 오갔다.
그러나 남북조절위원회는 합의와는 달리 합의의 실질적인 이행 과정에서 어려움을 지속적으로 겪었다. 이는 남한과 북한의 정책에 있어서 입장 차이 및 남북조절위원회 운영에 있어서 서로 다른 분야에 대한 관심 때문이었다. 특히 북한은 남북조절위원회 운영방식을 합의하는 과정에서 주한미군 철수를 고집하였으며, 남한의 문화 및 사회 분애에서 협력 및 합의에 대하여 별다른 호응을 하지 아니하였다. 즉 남북의 정치 및 군사 분야 및 비정치 및 비군사 분애에서 양측의 상반된 입장이 조절위 이행에 어려움을 부과하였다.
이후 북한은 김대중 납치 사건과 6·23 평화통일 외교정책 선언을 언급하면서 남북조절위원회 운영에 대한 일방적인 취소를 하였으며, 남북조절위원회는 더 이상 열리지 않게 된다.

## 같이 보기
- 7·4 남북 공동 성명
- 6·23 평화통일 외교정책 선언
- 남북 관계
- 남북통일
- 판문점